# Gioco delle pulci

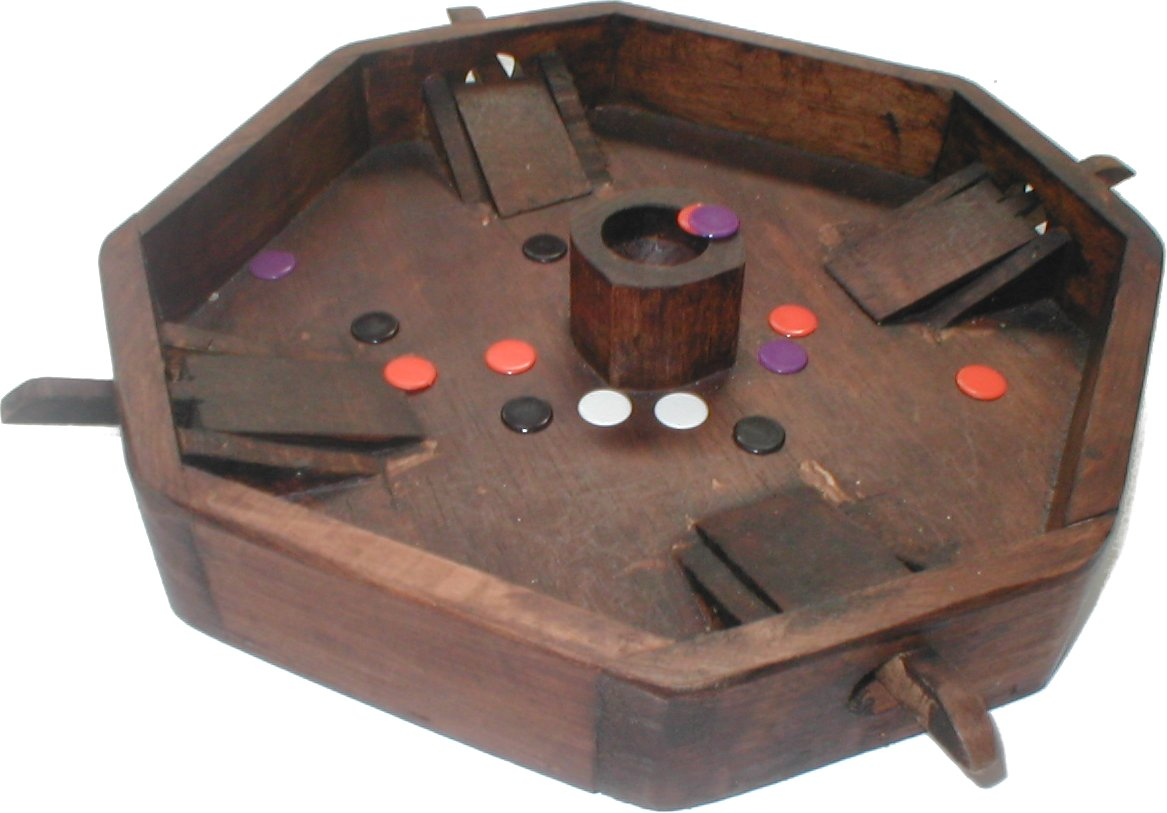
Una variante del gioco delle pulci

Il gioco delle pulci è un gioco per due o più giocatori, nato in Inghilterra all'inizio del XIX secolo e diffusosi prima negli Stati Uniti (primi del Novecento) e poi nel resto del mondo (soprattutto negli anni cinquanta). Nel mondo anglosassone è noto soprattutto come tiddlywinks (che è il nome della variante ufficiale, di cui si fanno anche tornei internazionali) in altri paesi si chiama in modo analogo all'italiano (per esempio, è lo jeu de puces in Francia).

## Descrizione del gioco

### Attrezzatura
L'attrezzatura necessaria per il gioco consiste in un certo numero di serie di gettoni colorati (uno per ogni giocatore). I gettoni, generalmente in plastica, sono rotondi, del diametro di qualche centimetro, e hanno i bordi smussati. Possono essere fatti "saltare" premendoli con decisione (e un'opportuna scelta dell'angolazione) usando una piccola "paletta" (o un gettone di dimensioni maggiori); da qui il nome italiano di "pulci".

### Regole
In modo analogo a quanto avviene per il gioco delle biglie, l'espressione "gioco delle pulci" definisce principalmente il tipo di attrezzatura; quali siano le regole del gioco tali pezzi vengono usati è un fatto molto variabile.
La versione classica del gioco era probabilmente quella in cui i giocatori dovevano cercare di far saltare i propri gettoni all'interno di una scodellina. La principale variante introduce l'atto del "mangiare", ovvero catturare un gettone avversario facendo in modo di ricoprirlo, in parte o del tutto, con uno dei propri. A questo filone appartengono anche le regole ufficiali internazionali.

## Storia
Il gioco fu inventato da Joseph Assheton Fincher nel 1889, e commercializzato a partire dall'anno successivo dalla casa editrice di gioco John Jaques & Son di Londra (il sito ufficiale di Jaques of London indica invece John Jaques II come inventore). Il nome originale era Tiddledy-Winks. Il gioco ebbe un enorme successo negli anni 1890, diffondendosi rapidamente in Inghilterra e negli Stati Uniti. Inizialmente brevettato da Fincher, oggi il gioco è di pubblico dominio.
Le regole ufficiali del gioco, e il nome abbreviato tiddlywinks, furono introdotti nel 1955 da due studenti di Cambridge, Bill Steen e Rick Martin. Le regole furono impiegate per la prima volta per un match fra Cambridge e Oxford.

## Varianti e giochi derivati
Un gioco da tavolo italiano che ha avuto un discreto successo negli ultimi anni, X-Bugs (edito da Nexus), è un derivato delle pulci con l'aggiunta di elementi di strategia; le "pulci" rappresentano "insetti alieni", ciascuno con diverse caratteristiche, e sono commercializzate in confezioni contenenti diversi insiemi di pezzi, come i giochi di carte collezionabili. Il gioco giapponese Ohajiki è un ibrido fra il gioco delle pulci e quello delle biglie.